# Damijan Zrim
Damijan Bezjak Zrim, slovenski politik, * 12. maj 1993

## Mladost in šolanje
Odraščal v Doliču v Občini Kuzma. Po končani osnovni šoli v Kuzmi in srednji zdravstveni šoli v Murski Soboti se je vpisal na Filozofsko fakulteto v Ljubljani, kjer je leta 2016 diplomiral, leta 2019 pa magistriral iz zgodovine in sociologije.

## Politika
Že v času študija se je spogledoval s politiko in postal član podmladka SD, Mladega foruma. Zaposlen je bil kot asistent predsednice stranke in evropske poslanke Tanje Fajon, deloval pa tudi kot generalni sekretar Mladega foruma.

### Lokalna politika in DZ
Leta 2018 je bil izvoljen za svetnika Občine Kuzma. Na državnozborskih volitvah 2022 je bil na listi socialnih demokratov z 2.165 (14,24%) izvoljen za poslanca v Državni zbor Republike Slovenije. 

#### Članstvo v delovnih telesih DZ
- Odbor za izobraževanje, znanost in mladino
- Odbor za kmetijstvo, gozdarstvo in prehrano
- Odbor za obrambo (do leta 2023)
- Odbor za notranje zadeve, javno upravo in lokalno samoupravo (od leta 2023)
- Komisija za narodni skupnosti
- Preiskovalna komisija o ugotavljanju morebitne politične odgovornosti nosilcev javnih funkcij zaradi suma nedopustnega političnega vmešavanja v delo policije in drugih pristojnih državnih organov s področij davkov in preprečevanja pranja denarja ter nedopustnega političnega vplivanja na potek oziroma izid posameznih predkazenskih in postopkov finančnega nadzora ter odkrivanja in preprečevanja pranja denarja